# Kaibabská plošina
Kaibabská plošina (anglicky Kaibab Plateau) je náhorní plošina v severní Arizoně a na jihozápadě Utahu, ve Spojených státech amerických. Nachází se na severním okraji Velkého kaňonu.
Kaibabská plošina je nejznámější a nejvyšší z náhorních plošin Velkého kaňonu. Vrchol Kaibab Plateau High Point dosahuje nadmořské výšky 2 804 metrů. Kaibabskou plošinu tvoří strukturní zdvih, na povrchu se nachází permské vápence. Okolními plošinami ležící západně jsou: Shivits, Uinkaret a Kanab.